# 썹
썹(1994년 2월 22일 ~ )은 대한민국의 래퍼다. 2022년 노래 '무지 (feat. 보이비) (Prod. h4rdy)'로 데뷔했다.

## 방송
- 방구석 래퍼 (2022) - 3위
- Show Me The Money 11 (2022) - Top108

## 음반
- 방구석래퍼 Part.1 (2022)
- 방구석래퍼 Part.2 Semi-Final (2022)
- 방구석래퍼 Part.3 Final (2022)
- 방구석 Cypher (Prod. Catnip) (2022)
- 아님말고 (2023)

## 기타
- Jiho Givenchy <YEET (잇)> - 작사/피처링 (2022)